# Toni Pearen
Toni Michelle Pearen (Cronulla, 5 giugno 1972) è una cantante e attrice australiana.

## Biografia
Toni Pearen è salita alla ribalta nel 1989 quando ha iniziato a recitare nel ruolo di Toni Windsor nella serie E Street, che ha goduto di notevole successo fra i giovani australiani. Dal 1995 al 2002 ha vissuto e lavorato negli Stati Uniti; ha quindi fatto ritorno in Australia, dove ha condotto Australia's Funniest Home Videos fino al 2007 e partecipato a vari programmi, fra cui l'ottava stagione di Dancing with the Stars, in cui si è piazzata 6ª con il suo partner di ballo Henry Byalikov.
L'attrice ha inoltre avuto una breve carriera musicale all'inizio degli anni '90: dopo aver firmato un contratto con la Mushroom Records, nel 1992 ha pubblicato il suo singolo di debutto In Your Room, seguito da I Want You l'anno successivo. Entrambi i brani hanno raggiunto la top 10 della classifica australiana e sono stati certificati disco d'oro dall'Australian Recording Industry Association con oltre 35 000 copie vendute a livello nazionale. Sono inclusi nell'unico album di Toni Pearen, Intimate, uscito nel 1994, che ha raggiunto la 56ª posizione in classifica.

## Discografia

### Album
- 1994 - Intimate

### Singoli
- 1992 - In Your Room
- 1993 - I Want You
- 1994 - Walkaway Lover
- 1995 - Joy

## Filmografia
- Wandin Valley, serie TV (1988)
- E Street, serie TV (1989–92)
- Home and Away, serie TV (1994)
- All Men Are Liars, regia di Gerard Lee (1995)
- On the Dead Side, regia di James Michael Vernon (1995)
- Colin Fitz Lives!, regia di Robert Bella (1997)
- JAG - Avvocati in divisa, serie TV (2000)
- Out of the Blue, serie TV (2008)
- The Pacific, serie TV (2010)
- Tough Nuts: Australia's Hardest Criminals, serie TV (2011)
- Ladies in Black, regia di Bruce Beresford (2018)